# Lim Kee Chong
Lim Kee Chong (Phoenix, 1960. május 15. –) mauritiusi nemzetközi labdarúgó-játékvezető.

## Pályafutása

### Nemzeti játékvezetés
Az I. Liga játékvezetőjeként 2005-ben vonult vissza. Japánban vezetett bajnoki mérkőzéseinek száma: 90.

### Nemzetközi játékvezetés
A Mauritiusi labdarúgó-szövetség Játékvezető Bizottsága (JB) 1988-ban terjesztette fel nemzetközi játékvezetőnek, a Nemzetközi Labdarúgó-szövetség (FIFA) bírói keretében. A FIFA JB központi nyelvei közül a angolt és a franciát beszéli. Több válogatott és nemzetközi klubmérkőzést vezetett, vagy működő társának partbíróként illetve 4. bíróként segített. 
A mauritiusi nemzetközi játékvezetők rangsorában, a világbajnokság sorrendjében az első helyet foglalja el 2 találkozó szolgálatával. Az aktív nemzetközi játékvezetéstől 2005-ben búcsúzott.

#### Labdarúgó-világbajnokság

##### U17-es labdarúgó-világbajnokság
Olaszország rendezte a 4., az 1991-es U17-es labdarúgó-világbajnokságot, ahol a FIFA JB hivatalnoki feladatokkal bízta meg.

###### U17-es labdarúgó-világbajnokság
| Időpont             | Helyszín                  | Mérkőzés típusa              | Mérkőzés          | Eredmény | Nézők száma |
| ------------------- | ------------------------- | ---------------------------- | ----------------- | -------- | ----------- |
| 1991. augusztus 18. | Városi Stadion, Carrara   | csoportmérkőzés (B. csoport) | Ausztrália–Mexikó | 4 : 3    | 500         |
| 1991. augusztus 22. | Központi Stadion, Livorno | csoportmérkőzés (D. csoport) | Kuba–Uruguay      | 0 : 1    | 1 300       |

---
Négy világbajnoki döntőhöz vezető úton Egyesült Államokba a XV., az 1994-es labdarúgó-világbajnokságra, Franciaországba a XVI., az 1998-as labdarúgó-világbajnokságra, Dél-Koreába és Japánba a XVII., a 2002-es labdarúgó-világbajnokságra, valamint Németországba a XVIII., a 2006-os labdarúgó-világbajnokságra  a FIFA JB bíróként alkalmazta. Selejtező mérkőzéseket az CAF és az UEFA zónákban vezetett. Ő a második, aki hazáját képviselhette világbajnoki tornán. Világbajnokságokon vezetett mérkőzéseinek száma: 2.

##### 1994-es labdarúgó-világbajnokság

###### Selejtező mérkőzés
| Időpont           | Helyszín                      | Mérkőzés típusa                         | Mérkőzés                 | Eredmény | Nézők száma |
| ----------------- | ----------------------------- | --------------------------------------- | ------------------------ | -------- | ----------- |
| 1992. október 25. | Nemzeti Stadion, Johannesburg | CAF zóna (D. csoport)                   | Dél-Afrika–Kongó         | 1 : 0    | 81 061      |
| 1993. február 26. | Városi Stadion, Tlemcen       | CAF zóna, döntő selejtező, (A. csoport) | Algéria–Ghána            | 2 : 1    |             |
| 1993. május 2.    | Központi Stadion, Abidjan     | CAF zóna (A. csoport)                   | Elefántcsontpart–Nigéria | 2 : 1    |             |
| 1993. október 8.  | Központi Stadion, Algír       | CAF zóna, döntő selejtező, (A. csoport) | Algéria–Nigéria          | 1 : 1    |             |
| 1993. április 28. | Nemzeti Stadion, Szófia       | előselejtező (6. csoport)               | Bulgária–Finnország      | 2 : 0    |             |

###### Világbajnoki mérkőzés
| Időpont          | Helyszín                    | Mérkőzés típusa              | Mérkőzés             | Eredmény | Nézők száma |
| ---------------- | --------------------------- | ---------------------------- | -------------------- | -------- | ----------- |
| 1994. június 20. | Stanford Stadion, Palo Alto | csoportmérkőzés (B. csoport) | Brazília–Oroszország | 2 : 0    | 81 061      |

##### 1998-as labdarúgó-világbajnokság

###### Selejtező mérkőzés
| Időpont            | Helyszín                     | Mérkőzés típusa                      | Mérkőzés             | Eredmény | Nézők száma |
| ------------------ | ---------------------------- | ------------------------------------ | -------------------- | -------- | ----------- |
| 1996. június 2.    | Városi Stadion, Antananarivo | CAF zóna, előselejtező, (1. forduló) | Madagaszkár–Zimbabwe | 1 : 2    | 30 000      |
| 1996. november 10. | Kégué Stadion, Lomé          | CAF zóna (4. csoport)                | Togo–Kamerun         | 2 : 4    | 15 000      |
| 1997. április 9.   | Nemzeti Stadion, Harare      | CAF zóna (3. csoport)                | Zaire–Zambia         | 2 : 2    | 20 000      |
| 1997. június 7.    | Nemzeti Stadion, Lagos       | CAF zóna (1. csoport)                | Nigéria–Kenya        | 3 : 0    | 25 000      |

###### Világbajnoki mérkőzés
| Időpont          | Helyszín              | Mérkőzés típusa        | Mérkőzés         | Eredmény | Nézők száma |
| ---------------- | --------------------- | ---------------------- | ---------------- | -------- | ----------- |
| 1998. június 15. | Gerland Stadion, Lyon | selejtező (G. csoport) | Románia–Kolumbia | 1 : 0    | 37 572      |

##### 2002-es labdarúgó-világbajnokság

###### Selejtező mérkőzés
| Időpont           | Helyszín                                   | Mérkőzés típusa           | Mérkőzés                                    | Eredmény | Nézők száma |
| ----------------- | ------------------------------------------ | ------------------------- | ------------------------------------------- | -------- | ----------- |
| 2000. június 17.  | Mahamasina Municipal Stadion, Antananarivo | előselejtező (D. csoport) | Madagaszkár–Kongói Demokratikus Köztársaság | 3 : 0    | 18 000      |
| 2000. július 9.   | Leopold Senghor Stadion, Dakar             | előselejtező (C. csoport) | Szenegál–Egyiptom                           | 0 : 0    | 30 367      |
| 2001. január 27.  | Olimpiai Park Stadion, Rustenburg          | előselejtező (E. csoport) | Dél-Afrika–Burkina Faso                     | 1 : 0    | 35 000      |
| 2001. március 11. | Nemzetközi Stadion, Kairó                  | előselejtező (C. csoport) | Egyiptom–Algéria                            | 5 : 2    | 45 000      |
| 2001. május 5.    | Liberation Stadion, Port Harcourt          | előselejtező (B. csoport) | Nigéria–Libéria                             | 2 : 0    | 12 000      |
| 2001. június 1.   | Félix Houphouët-Boigny Stadion, Abidjan    | előselejtező (D. csoport) | Elefántcsontpart–Madagasztár                | 6 : 0    | 15 000      |

##### 2006-os labdarúgó-világbajnokság

###### Selejtező mérkőzés
| Időpont             | Helyszín                        | Mérkőzés típusa            | Mérkőzés                  | Eredmény | Nézők száma |
| ------------------- | ------------------------------- | -------------------------- | ------------------------- | -------- | ----------- |
| 2003. október 11.   | Linité Stadion, Victoria        | előselejtező (1. mérkőzés) | Seychelle-szigetek–Zambia | 0 : 4    | 2 700       |
| 2004. június 18.    | Július 9. Stadion, Misrata      | előselejtező (3. csoport)  | Líbia–Kamerun             | 0 : 0    | 7 000       |
| 2004. szeptember 5. | Arab Contractors Stadion, Kairó | előselejtező (3. csoport)  | Egyiptom–Kamerun          | 3 : 2    | 25 000      |
| 2005. június 3.     | Június 11. Stadion, Tripoli     | előselejtező (3. csoport)  | Líbia–Elefántcsontpart    | 0 : 0    | 45 000      |
| 2005. június 11.    | November 7. Stadion, Radès      | előselejtező (5. csoport)  | Tunézia–Guinea            | 2 : 0    | 30 000      |

#### Olimpiai játékok
Az 1992. évi nyári olimpiai játékok labdarúgó tornáján a FIFA JB bírói szolgálatra alkalmazta. Az 1994-es labdarúgó-világbajnokság előtti, önálló asszisztensi szolgálat főpróbája volt.

##### 1992. évi nyári olimpiai játékok
| Időpont          | Helyszín                      | Mérkőzés típusa              | Mérkőzés                       | Eredmény | Nézők száma |
| ---------------- | ----------------------------- | ---------------------------- | ------------------------------ | -------- | ----------- |
| 1992. július 27. | La Romareda Stadion, Zaragoza | csoportmérkőzés (A. csoport) | Egyesült Államok–Kuvait        | 3 : 1    | 4 500       |
| 1992. július 29. | La Romareda Stadion, Zaragoza | csoportmérkőzés (A. csoport) | Egyesült Államok–Lengyelország | 2 : 2    | 3 000       |

#### Afrikai nemzetek kupája
Öt afrikai nemzetek kupája torna döntőjéhez vezető úton Szenegálba a 18., az 1992-es afrikai nemzetek kupájára, Tunéziába a 19., az 1994-es afrikai nemzetek kupájára, Dél-Afrikába a 20., az 1996-os afrikai nemzetek kupájára, Burkina Fasóba a 21., az 1998-as afrikai nemzetek kupájába, valamint Ghánába és Nigériába a közösen rendezett  22., a 2000-es afrikai nemzetek kupájára a CAF JB játékvezetőként foglalkoztatta.

##### 1992-es afrikai nemzetek kupája

###### Afrikai Nemzetek Kupája mérkőzés
| Időpont          | Helyszín                       | Mérkőzés típusa              | Mérkőzés                  | Eredmény | Nézők száma |
| ---------------- | ------------------------------ | ---------------------------- | ------------------------- | -------- | ----------- |
| 1992. január 12. | Leopold Senghor Stadion, Dakar | csoportmérkőzés (B. csoport) | Kamerun–Marokkó           | 1 : 0    | 60 000      |
| 1992. január 23. | Leopold Senghor Stadion, Dakar | egyik elődöntő               | Kamerun– Elefántcsontpart | 0 : 0    | 35 000      |

##### 1994-es afrikai nemzetek kupája

###### Afrikai Nemzetek Kupája mérkőzés
| Időpont           | Helyszín                  | Mérkőzés típusa              | Mérkőzés         | Eredmény | Nézők száma |
| ----------------- | ------------------------- | ---------------------------- | ---------------- | -------- | ----------- |
| 1994. március 26. | El Menzah Stadion, Tunisz | csoportmérkőzés (A. csoport) | Tunézia–Mali     | 0 : 2    | 45 000      |
| 1994. március 30. | El Menzah Stadion, Tunisz | csoportmérkőzés (B. csoport) | Nigéria–Egyiptom | 0 : 0    | 30 000      |
| 1994. április 2.  | El Menzah Stadion, Tunisz | egyik negyeddöntő            | Kongó–Nigéria    | 0 : 2    | 2 000       |
| 1994. április 10. | El Menzah Stadion, Tunisz | döntő                        | Nigéria –Zambia  | 2 : 1    | 25 000      |

##### 1996-os afrikai nemzetek kupája

###### Afrikai Nemzetek Kupája mérkőzés
| Időpont          | Helyszín                         | Mérkőzés típusa              | Mérkőzés            | Eredmény | Nézők száma |
| ---------------- | -------------------------------- | ---------------------------- | ------------------- | -------- | ----------- |
| 1996. január 18. | FNB Stadion, Johannesburg        | csoportmérkőzés (A. csoport) | Kamerun–Egyiptom    | 2 : 1    | 4 000       |
| 1996. január 24. | Free State Stadion, Bloemfontein | csoportmérkőzés (B. csoport) | Zambia–Sierra Leone | 4 : 0    | 200         |
| 1996. január 28. | Kings Park Stadion, Durban       | egyik negyeddöntő            | Gabon–Tunézia       | 1 : 1    | 4 000       |

##### 1998-as afrikai nemzetek kupája

###### Afrikai Nemzetek Kupája mérkőzés
| Időpont           | Helyszín                          | Mérkőzés típusa              | Mérkőzés             | Eredmény | Nézők száma |
| ----------------- | --------------------------------- | ---------------------------- | -------------------- | -------- | ----------- |
| 1998. február 8.  | Városi Stadion, Ouagadougou       | csoportmérkőzés (A. csoport) | Algéria–Guinea       | 0 : 1    | 3 000       |
| 1998. február 21. | Augusztus 4. Stadion, Ouagadougou | egyik negyeddöntő            | Tunézia–Burkina Faso | 1 : 0    | 35 000      |

##### 2002-es afrikai nemzetek kupája

###### Afrikai Nemzetek Kupája mérkőzés
| Időpont          | Helyszín                     | Mérkőzés típusa              | Mérkőzés             | Eredmény | Nézők száma |
| ---------------- | ---------------------------- | ---------------------------- | -------------------- | -------- | ----------- |
| 2002. január 25. | Amare Daou Stadion, Ségou    | csoportmérkőzés (B. csoport) | Burkina Faso–Marokkó | 1 : 2    | 6 000       |
| 2002. január 28. | Március 26. Stadion, Bamako  | csoportmérkőzés (A. csoport) | Mali–Algéria         | 2 : 0    | 50 000      |
| 2002. február 7. | Modibo Keïta Stadion, Bamako | egyik elődöntő               | Mali–Kamerun         | 0 : 3    | 50 000      |

#### Konföderációs kupa
Szaúd-Arábia adott otthont az 1., az 1992-es konföderációs kupának és a 2., az 1995-ös konföderációs kupának, ahol a FIFA JB játékvezetői szolgálatra alkalmazta.

##### 1992-es konföderációs kupa
| Időpont           | Helyszín                       | Mérkőzés típusa | Mérkőzés               | Eredmény | Nézők száma |
| ----------------- | ------------------------------ | --------------- | ---------------------- | -------- | ----------- |
| 1992. október 20. | II. Fahd király Stadion, Rijád | döntő           | Szaúd-Arábia–Argentína | 1 : 3    | 75 000      |

##### 1995-ös konföderációs kupa
| Időpont         | Helyszín                       | Mérkőzés típusa              | Mérkőzés           | Eredmény | Nézők száma |
| --------------- | ------------------------------ | ---------------------------- | ------------------ | -------- | ----------- |
| 1995. január 8. | II. Fahd király Stadion, Rijád | csoportmérkőzés (A. csoport) | Szaúd-Arábia–Dánia | 0 : 2    | 10 000      |

## Sportvezetőként
1996-tól a Japán labdarúgó-szövetség felkérésre játékvezető koordinátor, ellenőr, szaktanácsadó, és oktató feladatokat lát el.